# Triathlon aux Jeux du Commonwealth de 2002
Navigation
Melbourne 2006
L'épreuve de  triathlon aux Jeux du Commonwealth de 2002 se tient à Manchester, Angleterre. Il s'agit de la première édition du triathlon aux Jeux du Commonwealth. La compétition se déroule le 4 août 2002 et sont réparties sur deux épreuves (masculine et féminine).

## Format
1,5 km
  40 km
  10 km

## Résultats
Ces tableaux présentent les résultats des épreuves de triathlon aux Jeux du Commonwealth 2002.

### Palmarès hommes
| Pos.               | Nom                   | Pays              | Temps   |
| ------------------ | --------------------- | ----------------- | ------- |
| Médaille d'or      | Simon Whitfield       | Canada            | 1:51:57 |
| Médaille d'argent  | Miles Stewart         | Australie         | 1:52:00 |
| Médaille de bronze | Hamish Carter         | Nouvelle-Zélande  | 1:52:04 |
| 4                  | Simon Lessing         | Angleterre        | 1:52:22 |
| 5                  | Chris McCormack       | Australie         | 1:52:46 |
| 6                  | Kris Gemmell          | Nouvelle-Zélande  | 1:52:53 |
| 7                  | Andrew Johns          | Angleterre        | 1:53:21 |
| 8                  | Craig Watson          | Nouvelle-Zélande  | 1:53:25 |
| 9                  | Peter Robertson       | Australie         | 1:53:37 |
| 10                 | Marc Jenkins          | Pays de Galles    | 1:53:40 |
| 11                 | Stuart Hayes          | Angleterre        | 1:53:41 |
| 12                 | Rich Allen            | Écosse            | 1:54:03 |
| 13                 | David Haines          | Pays de Galles    | 1:56:51 |
| 14                 | Tyler Butterfield     | Bermudes          | 1:57:01 |
| 15                 | Andrew Fargus         | Écosse            | 1:57:11 |
| 16                 | Kevin Clark           | Écosse            | 1:58:13 |
| 17                 | Rory Mackie           | Zimbabwe          | 1:59:05 |
| 18                 | Richard Haines        | Pays de Galles    | 1:59:20 |
| 19                 | Jocelyn Gascon-Giroux | Canada            | 2:00:26 |
| 20                 | Gavin Noble           | Irlande du Nord   | 2:01:13 |
| 21                 | James Amy             | Jersey            | 2:02:26 |
| 22                 | Otto David Bell       | Bahamas           | 2:04:23 |
| 23                 | Trevor Woods          | Irlande du Nord   | 2:04:54 |
| 24                 | Mark Tosh             | Irlande du Nord   | 2:05:37 |
| 25                 | Dermot Galea          | Malaisie          | 2:05:45 |
| 26                 | Christopher Walker    | Gibraltar         | 2:06:15 |
| 27                 | Manwel Falcon         | Malaisie          | 2:06:39 |
| 28                 | Sigurd Haveland       | Gibraltar         | 2:08:31 |
| 29                 | Jason Gooding         | Trinité-et-Tobago | 2:13:23 |
| 30                 | Muhamad Razani        | Malaisie          | 2:15:03 |
| 31                 | Kent Richardson       | Bermudes          | 2:16:40 |
| 32                 | Eugene Chan           | Malaisie          | 2:19:16 |
| 33                 | Martin Cross          | Île Norfolk       | 2:35:43 |
| 34                 | Dave Savage           | Kiribati          | 2:48:29 |

### Palmarès femmes
| Pos.               | Nom                  | Pays              | Temps   |
| ------------------ | -------------------- | ----------------- | ------- |
| Médaille d'or      | Carol Montgomery     | Canada            | 2:03:17 |
| Médaille d'argent  | Leanda Cave          | Pays de Galles    | 2:03:37 |
| Médaille de bronze | Nicole Hackett       | Australie         | 2:03:42 |
| 4                  | Heather Evans        | Nouvelle-Zélande  | 2:03:53 |
| 5                  | Sharon Donnelly      | Canada            | 2:05:19 |
| 6                  | Michellie Jones      | Australie         | 2:05:51 |
| 7                  | Michelle Dillon      | Angleterre        | 2:06:08 |
| 8                  | Jodie Swallow        | Angleterre        | 2:06:22 |
| 9                  | Anneliese Heard      | Pays de Galles    | 2:06:52 |
| 10                 | Evelyn Williamson    | Nouvelle-Zélande  | 2:07:27 |
| 11                 | Julie Dibens         | Angleterre        | 2:07:51 |
| 12                 | Natasha Filliol      | Canada            | 2:08:43 |
| 13                 | Catriona Morrison    | Écosse            | 2:10:52 |
| 14                 | Bella Comerford      | Écosse            | 2:14:40 |
| 15                 | Karen Denise Smith   | Bermudes          | 2:18:36 |
| 16                 | Trudi Barnes         | Afrique du Sud    | 2:19:59 |
| 17                 | Julie Murphy         | Irlande du Nord   | 2:21:02 |
| 18                 | Kelly Marie Mouttet  | Trinité-et-Tobago | 2:22:02 |
| 19                 | Maria Mifsud Bonnici | Malte             | 2:23:19 |
| 20                 | Serena Francis       | Îles Cook         | 2:27:37 |

## Tableau des médailles
| Rang  | Nation           | Or | Argent | Bronze | Total |
| ----- | ---------------- | -- | ------ | ------ | ----- |
| 1     | Canada           | 2  | 0      | 0      | 2     |
| 2     | Australie        | 0  | 1      | 1      | 2     |
| 3     | Pays de Galles   | 0  | 1      | 0      | 1     |
| 4     | Nouvelle-Zélande | 0  | 0      | 1      | 1     |
| Total | Total            | 2  | 2      | 2      | 6     |